# Кострижівська селищна територіальна громада
Кострижівська селищна територіальна громада — територіальна громада в Україні, у Чернівецькому районі Чернівецької області. Адміністративний центр — селище Кострижівка.
Площа громади — 37,44 км², населення — 4416 мешканців (2018).

## Історія
Громада утворена 14 вересня 2017 року шляхом об'єднання Кострижівської селищної ради та Звенячинської, Прилипченської сільських рад Заставнівського району.
17 липня 2020 року, в результаті адміністративно-територіальної реформи та ліквідації Заставнівського району, громада увійшла до складу Чернівецького району.

## Населені пункти
До складу громади входять 5 населених пункти: селище Кострижівка та 4 села —  Звенячин, Йосипівка, Прилипче, Степанівка.